# Berke Loránd
Berke Loránd (Vésztő, 1979. október 18.) magyar bajnok, fekvenyomó, testépítő. 1996-tól foglalkozik versenyszerű testépítéssel. Edzésmódszerrel és edzéstervvel segít a sportolás iránt érdeklődőek számára.

## Sportpályafutása

### Munkássága
A vésztői Szabó Pál Általános Iskola számítástechnika-technika szakos tanítójaként dolgozik 2004 szeptembere óta. 
A Vésztő városi Marvel Team Testépítő Szabadidősport Egyesület elnöke 2002-2010 között. 
A vésztői képviselőtestület tagja 2006 óta.
A Magyar Erőemelő Szövetség elnöke 2021 február 28-tól.

#### Jelentősebb eredményei
Fekvenyomás:
- 1996: Balaton Kupa: 1.
- 2002: Junior Magyar Bajnokság: 2.
- 2002: Balaton Kupa: 1.
- 2003: Balaton Kupa: 2.
- 2005: Balaton Kupa: 2.
- 2005: Európa-bajnokság Válogató: 1.
- 2007: Magyar Bajnokság: 2.
- 2007: Világbajnokság: 7.
- 2007: Balaton Kupa, ABSZOLÚT BAJNOK: 1.
- 2007: Európa-bajnokság: 6.
- 2008: Magyar Bajnokság: 1.
- 2008: Világbajnokság: 11.
- 2008: Balaton Kupa, ABSZOLÚT BAJNOK: 1.
- 2008: Európa-bajnokság: 4.
- 2010: Európa-bajnokság válogató: 1.
- 2010: Európa-bajnokság: 6.
- 2010: Nemzetközi Gyopáros Kupa: 2.
- 2010: Magyar Bajnokság: 1.
- 2011: Magyar Bajnokság: 1.
- 2012: Világbajnokság:  7.
- 2012: Európa-bajnokság: 6.
- 2015: Európa Kupa: 1
- 2016: Magyar Bajnokság: 2.
- 2016: Európa Kupa: 1[1]
- 2017: Európa Kupa: 1[2]
- 2017: Magyar Bajnokság: 1.
- 2018: Magyar Bajnokság: 1.
- 2019: Masters Fekvenyomó Világbajnokság ( Japán, Tokió ) 6.[3]
- 2020: Masters Fekvenyomó Magyar Bajnokság: 2.
- 2021: Masters Fekvenyomó Magyar Bajnokság: 1.
- 2022: Masters Fekvenyomó Világbajnokság ( Almati, Kazahsztán ) 4.hely
- 2022: Masters Fekvenyomó Európa-bajnokság ( Budapest, Magyarország ) 5.hely
- 2022: Masters Fekvenyomó Magyar Bajnokság: 1.
- 2023: Masters Fekvenyomó Magyar Bajnokság: 1.
- 2022: Fekvenyomó Magyar Bajnokság: 3.

Testépítés:
- 1999: IFBB Junior Magyar Bajnokság: 3.
- 2001: Mlo. Olimpia: 7.
- 2002: Mlo. Olimpia: 5.
- 2004: Mlo. Olimpia: 3.
- 2006: IFBB Magyar Bajnokság: 1.